# HVV Helmond in het seizoen 1956/57
Het seizoen 1956/1957 was het tweede jaar in het bestaan van de Helmondse betaaldvoetbalclub Helmond. De club kwam uit in de Nederlandse Eerste divisie B en eindigde daarin op de 11e plaats. Tevens deed de club mee aan het toernooi om de KNVB beker, hierin werd de club in de tweede ronde uitgeschakeld door PSV (1–5).

## Wedstrijdstatistieken

### Eerste divisie B
|       | AGOVV | Blauw-Wit | D.F.C. | EBOH  | EDO   | Excelsior | Fortuna | Hermes DVS | RCH   | Rigtersbleek | SHS   | Sittardia | Stormvogels | Vitesse | Volendam |
| ----- | ----- | --------- | ------ | ----- | ----- | --------- | ------- | ---------- | ----- | ------------ | ----- | --------- | ----------- | ------- | -------- |
| Thuis | 3 – 1 | 1 – 3     | 0 – 0  | 0 – 2 | 3 – 0 | 1 – 0     | 4 – 2   | 3 – 3      | 2 – 2 | 5 – 2        | 4 – 1 | 1 – 0     | 0 – 2       | 1 – 2   | 2 – 5    |
| Uit   | 5 – 0 | 3 – 0     | 2 – 1  | 0 – 3 | 0 – 2 | 2 – 1     | 1 – 2   | 3 – 2      | 3 – 0 | 4 – 2        | 2 – 2 | 5 – 4     | 4 – 1       | 0 – 1   | 5 – 2    |

### KNVB beker
| 1e ronde                                             | Wittenhorst                                                          | 1 – 3 (1 – 1) | Helmond                                              |
| 19 augustus 1956 Plaats: Helmond Sportpark Houtsdonk | Piet van den Heuvel                                                  |               | 25' Ad Koolen 60' Jan van Leeuwen 80' Theo Spierings |
| 2e ronde                                             | PSV                                                                  | 5 – 1 (1 – 0) | Helmond                                              |
| 16 september 1956 Plaats: Eindhoven Philips Stadion  | Jan van den Heuvel 12', 57', 76' Toon Brusselers 65' Coen Dillen 70' |               | 75' Jan van Leeuwen                                  |

## Statistieken Helmond 1956/1957

### Eindstand Helmond in de Nederlandse Eerste divisie B 1956 / 1957
| Stand | Gespeeld | Gewonnen | Gelijk | Verloren | Punten | Doelpunten voor | Doelpunten tegen |
| ----- | -------- | -------- | ------ | -------- | ------ | --------------- | ---------------- |
| 11e   | 30       | 11       | 4      | 15       | 26     | 53              | 64               |

### Topscorers
| #      | Naam                      | Goal |
| ------ | ------------------------- | ---- |
| 1.     | Jan van Leeuwen           | 15   |
| 1.     | Theo Spierings            | 15   |
| 3.     | Len van den Boogaard      | 6    |
| 3.     | Frans Overzier            | 6    |
| 5.     | Marinus Lambooy           | 3    |
| 5.     | Joseph Nicholson          | 3    |
| 7.     | Johannes van de Meulenhof | 2    |
| 8.     | Godefridus van Moorsel    | 1    |
| 8.     | Willy van Neerven         | 1    |
| 8.     | Johannes van Zutphen      | 1    |
| Totaal | Totaal                    | 53   |

| #      | Naam            | Goal |
| ------ | --------------- | ---- |
| 1.     | Jan van Leeuwen | 2    |
| 2.     | Ad Koolen       | 1    |
| 2.     | Theo Spierings  | 1    |
| Totaal | Totaal          | 4    |